# South West Point
Der South West Point (englisch für Südwestspitze) ist die südwestliche Landspitze von Annenkov Island im Südatlantik. Sie markiert die südliche Begrenzung der Rustad Bay.
Ihren deskriptiven Namen erhielt sie durch Wissenschaftler der britischen Discovery Investigations im Zuge zwischen 1926 und 1930 durchgeführter Vermessungsarbeiten.